# Abraham H. Taub
Abraham Haskel Taub, (pron. tɔːb) noto anche come Abe Taub (Chicago, 1º febbraio 1911 – 9 agosto 1999), è stato un matematico e fisico statunitense.
È noto per i suoi importanti contributi allo sviluppo della relatività generale e per i suoi lavori sulla geometria differenziale e le equazioni differenziali.

## Biografia
Si laureò in fisica all'Università di Princeton nel 1935, discutendo la tesi con Howard P. Robertson. A Princeton fu influenzato dalle idee di Oswald Veblen.
Nel 1948 si trasferì all'Università dell'Illinois per dirigere la costruzione di un computer basato sull'architettura di von Neumann. Il computer, chiamato ORDVAC, fu completato nel 1952 e consegnato alla base militare Aberdeen Proving Grounds. Taub diresse il Digital Computer Laboratory dell'università dell'Illinois dal 1961 al 1964. In un suo lavoro del 1948 sulle onde d'urto gravitazionali, introdusse la teoria relativistica oggi nota come 'Taub Adiabat', basata sull'equazione di Rankine-Hugoniot. Contribuì anche allo sviluppo dello spazio di Taub-NUT nella relatività generale.
Nel 1964 si trasferì alla Università della California - Berkeley come direttore del Computer Center. Fu docente di matematica a Berkeley fino al suo ritiro nel 1978.
È stato membro della American Academy of Arts and Sciences e della American Physical Society.